# Абдуллаев, Садриддин Низамиддинович
Садридди́н Низамидди́нович Абдулла́ев (узб. Sadriddin Nizamiddinovich Abdullayev; род. 11 июня 1986, Ташкент) — узбекский футболист, полузащитник. Выступал за сборную Узбекистана.

## Клубная карьера
Садриддин Абдуллаев является воспитанником ташкентского клуба «Пахтакор». Свою профессиональную карьеру он начал в 2005 году в составе именно этого клуба. За «Пахтакор» выступал четыре сезона и за это время сыграл а 32 матчах и забил 7 голов. В 2007—2008 годах в качестве аренды выступал за самаркандское «Динамо». В течение 2009 года в качестве аренды выступал за китайский «Чанчунь Ятай». В 2010 году перешёл в ташкентский «Локомотив». В 2011 году перешёл в гузарский «Шуртан». В 2012—2014 годах выступал за ташкентский «Локомотив» и за это время сыграл в 52 матчах и забил 7 голов. С 2015 года является игроком малайзийского клуба «Т Тим».

## Карьера в сборной
Садриддин Абдуллаев получил приглашение в национальную сборную Узбекистана в 2008 году. Свой дебютный матч за сборную он сыграл 22 июня того же года против сборной Саудовской Аравии, в рамках отборочного турнира к чемпионату мира 2010. Всего за сборную Абдуллаев сыграл три матча.

## Достижения
«Пахтакор»
- Чемпион Узбекистана: 2005, 2006, 2007
- Серебряный призёр чемпионата Узбекистана: 2008
- Обладатель Кубка Узбекистана: 2005, 2006, 2007
- Финалист Кубка Узбекистана: 2008

«Чанчунь Ятая»
- Серебряный призёр чемпионата Китая: 2009

«Локомотив Ташкента»
- Серебряный призёр чемпионата Узбекистана: 2013, 2014
- Обладатель Кубка Узбекистана: 2014